# Stijn Devolder
Stijn Devolder (Kortrijk, Bélgica, 29 de agosto de 1979) es un ciclista belga que fue profesional entre 2002 y 2019.
Devolder era un corredor muy completo, pues se sabía desenvolver bien tanto en pruebas de un día (las denominadas clásicas) como en carreras por etapas, lo que le permitió triunfar en pequeñas rondas de una semana y luchar por finalizar en el Top 10 de las grandes vueltas. Además, también era un buen contrarrelojista.

## Biografía
Devolder debutó oficialmente como profesional en 2002, vistiendo el maillot de la modesta formación flamenca Topsport Vlaanderen, aunque el año anterior ya había estado a prueba en el potente equipo italiano Mapei-Quick Step, con quien llegó a disputar un par de carreras en 2001: el Circuito Franco-Belga y el G. P. Wielerrevue. No obstante, la suerte le fue esquiva a Devolder durante sus dos primeras temporadas en el pelotón internacional, pues el belga no consiguió ninguna victoria ni tampoco especiales puestos dignos de mención.
En 2004, Devolder fichó por el equipo US Postal, escuadra dirigida por su compatriota Johan Bruyneel y bajo cuyas órdenes se alzó con su primera victoria profesional, una etapa en los Cuatro Días de Dunkerque. Al año siguiente, consiguió el triunfo en los Tres días de La Panne, y debutó en una carrera de tres semanas, la Vuelta a España, donde finalizó en un prometedor vigésimo cuarto puesto.
La temporada 2006 fue nuevamente triste en vitorias para Devolder, que sólo ganó una etapa de la Vuelta a Bélgica. Sin embargo, en este año se destapó como un corredor que efectivamente podría luchar por nobles clasificaciones en las grandes rondas por etapas, como quedó demostrado con su octavo puesto en la Vuelta a Alemania y su undécimo lugar en la Vuelta a España.
Precisamente, a raíz de su buena actuación en esta última y su tercer puesto en la Vuelta a Suiza, Devolder se fijó como objetivo para 2007 la consecución de la prueba, pero fracasó en su intento tras perder casi cinco minutos en la novena etapa, con final en Cerler, aunque al menos había conseguido alzarse con el jersey oro de líder durante el día anterior. Finalmente, abandonaría a falta de dos jornadas para la conclusión de la carrera.
En 2008, Devolder abandonó la estructura de Bruyneel y regresó al Quick Step, que le fichó para tener presencia en la clasificación general del Tour de Francia, donde el equipo no metía a nadie entre los diez primeros desde la edición de 2000, con Daniele Nardello. Aunque no cumplió las expectativas (abandonó en la decimoquinta etapa), meses antes Devolder había conseguido la victoria más importante de su carrera, el Tour de Flandes, una prueba que ya había ganado en categoría junior en 1996 y 1997.
Devolder remató su temporada proclamándose campeón nacional de contrarreloj, convirtiéndose así en el primer belga de la historia en conseguir el doblete de campeonatos nacionales, pues el título en ruta ya lo había conquistado el año anterior. 
Sin embargo, 2009 no le fue tan fructífero al corredor flamenco, pese a comenzar la temporada exhibiéndose y ganando de nuevo el Tour de Flandes. Una victoria que, a la postre, sería la única en todo el curso, decepcionantemente rematado con sus pobres resultados en las grandes vueltas (83.º clasificado en el Tour de Francia y 85.º en la Vuelta a España).
Unos puestos discretos, que unidos a su escasez de triunfos y a su cada vez más reducido calendario de carreras le convirtieron en el blanco de las críticas de su director de equipo, Patrick Lefevere, precisamente días antes de la disputa del Tour de Flandes del año siguiente. Estas declaraciones expolearon relativamente al corredor, que si bien no consiguió su tercera corona consecutiva en Flandes, al menos se impuso posteriormente en la Vuelta a Bélgica y en el campeonato nacional de fondo en carretera.
En verano de este mismo año, el equipo neerlandés Vacansoleil confirmó el fichaje de Devolder, quien corrió en dicha escuadra desde 2011 hasta su desaparición el año siguiente.
El 4 de noviembre de 2019 anunció su retirada tras 18 años como ciclista profesional.

## Palmarés
| 2004 - 1 etapa en los Cuatro Días de Dunkerque 2005 - Tres Días de La Panne 2006 - 1 etapa de la Vuelta a Bélgica 2007 - 1 etapa en los Tres Días de La Panne - Vuelta a Austria, más 1 etapa - Campeonato de Bélgica en Ruta - Gran Premio Stad Sint-Niklaas 2008 - Vuelta al Algarve, más 1 etapa - Tour de Flandes - Vuelta a Bélgica, más 1 etapa - Campeonato de Bélgica Contrarreloj - Omloop Mandel-Leie-Schelde | 2009 - Tour de Flandes 2010 - Vuelta a Bélgica - Campeonato de Bélgica en Ruta - Campeonato de Bélgica Contrarreloj 2013 - Campeonato de Bélgica en Ruta |

## Resultados en Grandes Vueltas y Campeonatos del Mundo
| Carrera              | Carrera              | 2002 | 2003 | 2004 | 2005 | 2006 | 2007 | 2008 | 2009 | 2010 | 2011  | 2012 | 2013 | 2014 | 2015  | 2016 | 2017 | 2018 | 2019 |
| -------------------- | -------------------- | ---- | ---- | ---- | ---- | ---- | ---- | ---- | ---- | ---- | ----- | ---- | ---- | ---- | ----- | ---- | ---- | ---- | ---- |
|                      | Giro de Italia       | —    | —    | —    | —    | —    | —    | —    | —    | —    | —     | —    | —    | —    | —     | —    | —    | —    | —    |
|                      | Tour de Francia      | —    | —    | —    | —    | —    | —    | Ab.  | 83.º | —    | —     | —    | —    | —    | 148.º | —    | —    | —    | —    |
|                      | Vuelta a España      | —    | —    | —    | 25.º | 11.º | Ab.  | —    | 85.º | —    | 154.º | —    | —    | —    | —     | —    | —    | —    | —    |
| Mundial en Ruta      | Mundial en Ruta      | —    | —    | —    | 57.º | 66.º | Ab.  | Ab.  | —    | —    | —     | —    | —    | —    | —     | —    | —    | —    | —    |
| Mundial Contrarreloj | Mundial Contrarreloj | —    | —    | —    | —    | 13.º | —    | 6.º  | —    | —    | —     | —    | —    | —    | —     | —    | —    | —    | —    |

—: no participa

Ab.: abandono 

## Equipos
- Mapei-Quick Step (2001)[4]
- Vlaanderen-T Interim (2002-2003)
- US Postal/Discovery Channel (2004-2007)
  - US Postal Service presented by Berry Floor (2004)
  - Discovery Channel Pro Cycling Team (2005-2007)
- Quick Step (2008-2010)
- Vacansoleil-DCM Pro Cycling Team (2011-2012)
- RadioShack/Trek (2013-2016)
  - RadioShack-Leopard (2013)
  - Trek Factory Racing (2014-2015)
  - Trek-Segafredo (2016)
- Vérandas Willems-Crelan (2017-2018)
- Corendon-Circus[5] (2019)